# Andrej Hlinka

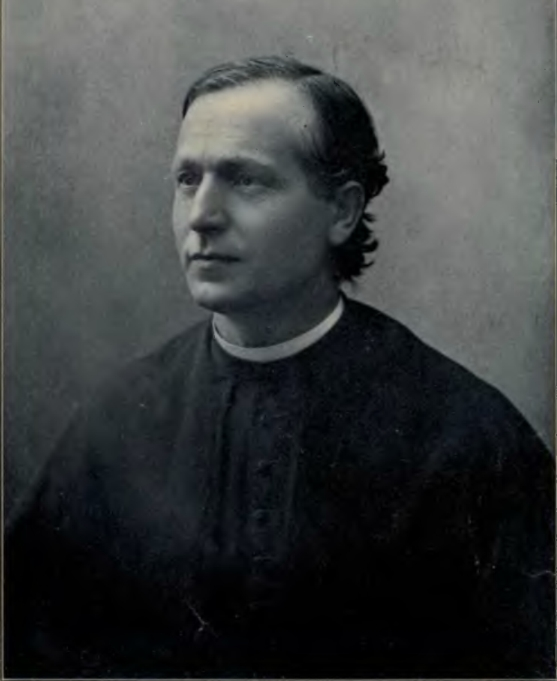
Andrej Hlinka

Andrej Hlinka (Černová, 27 september 1864 - Ružomberok, 16 augustus 1938) was een Slowaaks rooms-katholiek priester en politicus.

## Hongarije
In 1864 maakte Slowakije (en Tsjechië) nog deel uit van het Habsburgse rijk. Na een priesteropleiding werd Hlinka in 1889 tot priester gewijd. Hij zette zich in voor het lot van de Slowaakse fabrieksarbeiders. Hlinka stond bekend als een fel tegenstander van het Hongaarse centralisme (Slowakije maakte deel uit van Hongaarse deel van Oostenrijk-Hongarije) en werd lid van de Slowaakse Nationale Partij SNS (Slovenská národná strana). In 1901 werd hij verkozen tot gemeenteraadslid van Ružomberok. Hij was kandidaat voor de SNS tijdens de parlementsverkiezingen van 1906 en haalde hard uit tegen de Hongaren. Hlinka was in die jaren ook enigszins antisemitisch. Hij zat om zijn activiteiten van 1906 tot 1910 gevangen. Tijdens zijn gevangenschap vond het bloedbad van Černová plaats, toen Hongaarse gendarmen schoten op een betoging van zijn aanhangers. 

## Tsjecho-Slowakije
Na de oprichting van de staat Tsjecho-Slowakije in 1918, bestreed hij de Tsjechische overheersing in de nieuwe republiek. Hij richtte de Slowaakse Volkspartij (Slovenská ľudová strana, SĽS) op, (volgens sommige bronnen werd de partij al in 1913 opgericht), een conservatieve katholieke partij, die de emancipatie van de Slowaken voorstond. In 1919 reisde Hlinka naar Parijs in de hoop de Slowaakse zaak te kunnen bepleiten tijdens de onderhandelingen die zouden leiden tot het Verdrag van Versailles, maar hij keerde onverrichter zake terug. Na zijn terugkeer werd hij ook gearresteerd en hij werd pas na de parlementsverkiezingen van 1920, waarin hij werd verkozen, vrijgelaten. De SL'S behaalde in die verkiezingen maar 17,8% van de Slowaakse stemmen. Hlinka behoorde tot de meer gematigde vleugel en zette in op het vormen van Slowaakse, katholieke vakbonden en belangenorganisaties. Tegelijk hield hij de radicale elementen binnen de partij, zoals Vojtech Tuka, een hand boven het hoofd. In 1925 behaalde de SL'S al ruim de helft van de stemmen in Slowakije. Zijn antisemitisme was nu zo goed als verdwenen. Hij hoopte dat de Slowaakse Joden samen met de andere Slowaken eveneens een autonome staat Slowakije voorstonden. 
In 1927 ondernam hij een evangelische reis naar de Verenigde Staten. Bij de onderhandelingen over de vorming van een nieuwe coalitieregeling van Tsjecho-Slowakije werd hij vervangen door Jozef Tiso.  De SL'S werd bij de verkiezingen van 1929 afgestraft voor deze regeringsdeelname en behaalde maar 19 zetels. Vanaf 1935 zocht de SL'S toenadering tot de partij van de Sudeten-Duitsers tegen het centrale gezag in Praag. In 1938 overleed Hlinka en als partijleider werd hij opgevolgd door Tiso. Die laatste werd al spoedig president van de nieuwe, met Duitse (nazi-)hulp opgerichte satellietstaat. 
Hlinkas naam is ook verbonden aan de zg. 'Hlinka-Garde,' een paramilitaire, fascistische organisatie die, gereorganiseerd door de nazi's, (een soort Sturmabteilung of SA) onder andere betrokken was bij de gruweldaden tijdens de fascistische regering tijdens de Tweede Wereldoorlog. 